# Escut de Gombrèn

Escut oficial de Gombrèn

L'escut oficial de Gombrèn té el següent blasonament:
Escut caironat: d'argent, un mont de 2 cims de sinople movent de la punta somat cadascun d'un castell obert de sable i acompanyat al cap d'un bàcul d'abat posat en pal. Per timbre una corona mural de poble.

## Història
Va ser aprovat el 10 de febrer de 1992 i publicat al DOGC el 26 del mateix mes amb el número 1561.
S'hi representa la serra de Mogrony, amb dos castells dins el municipi, els de Blancafort i Mataplana, aquest darrer seu d'una baronia. El bàcul entre els castells recorda que el poble va estar sota la jurisdicció del monestir de Sant Joan de les Abadesses.